# Hankyu Corporation
Hankyu Corporation (阪急電鉄株式会社 Hankyū Dentetsu kabushiki gaisha) eller Hankyu er et passagertogsselskab i Kansai-regionen i det vestlige Japan.
Hankyus centrale hub er Umeda Station og de har hovedkvarter i Hankyu Corporation Head Office Building ved stationen. Hankyu linjer omfatter Hankyū Kyōto Line, Hankyū Kōbe Line og Hankyū Takarazuka Line.